# Alina Komashchuk
Alina Ivanivna Komashchuk (Netishyn, 24 de abril de 1993) é uma esgrimista ucraniana, campeã olímpica.

## Carreira
Komashchuk representou seu país nos Jogos Olímpicos de Verão de 2016, no sabre. Conseguiu a medalha de prata no sabre equipes. Nos Jogos Olímpicos de Verão de 2024, voltou a disputar a mesma competição e, desta vez, conseguiu a medalha de ouro.
Ela também é medalhista de ouro e prata no Campeonato Mundial, campeã dos Jogos Europeus e medalhista de prata e bronze no Campeonato Europeu no sabre por equipe.